# Gonzalo López de Haro
Gonzalo Antonio López de Haro (* 14. März 1760 auf der Real Isla de León, Spanien; † 1823 in Puebla, Mexiko) war ein spanischer Seefahrer, Kartograf und Entdecker. Er unternahm in den letzten Jahren des 18. Jahrhunderts mehrere Erkundungsreisen entlang der Westküste Nordamerikas bis nach Alaska. Er kartierte unter anderem die Küste Kaliforniens und die Juan-de-Fuca-Straße.

## Leben
Gonzalo López de Haro wurde 1760 auf der Insel Real Isla de León, dem heutigen San Fernando, bei Cádiz als Sohn von Don Nicolás López de Haro und Doña Juana Moreno Vega y Cardona geboren. Seine Familie besaß eine lange militärische Tradition. Er trat am 20. Juli 1775 in die Real Escuela de Navegación in Cádiz und war bald ein erfahrener Seemann und Kartograf. An Bord der Fregatte Astrea fuhr er 1777 von Cadiz nach Cavite auf den Philippinen. Die Rückreise führte ihn 1779 auch zur Insel Annobón an der afrikanischen Küste Guineas, die ein Jahr zuvor von Portugal an Spanien übergeben worden war. Er nahm an zwei Fahrten in den französischen Hafen Brest teil, um dem dort vor Anker liegenden spanischen Geschwader Proviant zu bringen. Nach dem Eintritt Spaniens in den Amerikanischen Unabhängigkeitskrieg war er an der Belagerung von Gibraltar beteiligt. 1783 fuhr er auf der Fregatte Santa Barbara nach Montevideo, um die Nachricht vom Kriegsende zu überbringen. Auf der Rückreise transportierte das Schiff zweieinhalb Millionen Pesos in geprägtem Silber und Gold nach Cádiz. 1784 kämpfte er im Mittelmeer gegen die Barbaresken-Korsaren und erlitt mit der Septentrión vor Málaga Schiffbruch.
Ab 1785 war er in Havanna stationiert. Als sein wohl erstes kartografisches Werk erstellte er eine Karte des Hafens von San Juan in Puerto Rico. 1787 wurde er in den Hafen von San Blas versetzt und mit der kartografischen Aufnahme der Küste Nordkaliforniens beauftragt. Als Gerüchte den spanischen Hof erreichten, Russland wolle seine Gebiete in Alaska nach Süden ausdehnen, erhielt López de Haro von Manuel Antonio Flórez, dem Vizekönig Neuspaniens, die Order, 1788 mit zwei Schiffen in den nördlichen Pazifik zu segeln und sich ein Bild von der Lage zu machen. Die San Carlos und die von Esteban José Martínez befehligte Princesa wurden kurz nach Erreichen des Prince William Sounds getrennt. López de Haro fand die russische Niederlassung an der Three Saints Bay der Kodiak-Insel und erfuhr vom Kommandanten Efstratios Delarof, dass es fünf weitere Niederlassungen und insgesamt 462 Einwohner gäbe. Bei den Trinity Islands kamen die beiden Schiffe wieder zusammen und steuerten den russischen Posten auf Unalaska an. Die Rückfahrt nach San Blas unternahmen die Schiffe aufgrund von Differenzen zwischen Martínez und Haro getrennt. Sie brachten die Nachricht mit, dass Zarin Katharina II. Grigori Iwanowitsch Mulowski (1757–1789) beauftragt hatte, eine große Expedition nach Alaska zu führen. In Unkenntnis der Tatsache, dass die Unternehmung wegen des 1787 begonnenen Türkenkriegs abgesagt war, ließ Flórez 1789 die Insel Nootka vor der Küste Vancouver Islands durch Martínez für Spanien in Besitz nehmen, um Russland zuvorzukommen. Im Jahr 1790 nahm López de Haro als Navigator an einer von Manuel Quimper (1757–1844) geführten Expedition nach Nootka teil, fertigte Karten der Juan-de-Fuca-Straße an und entdeckte die San Juan Islands.
1794 erstellte López de Haro an Bord der Schaluppe Horcasitas Karten der Küsten von Sonora. An Bord desselben Schiffes kartierte er die Westküste Niederkaliforniens von San Diego bis zum Cabo San Lucas. Nachdem er zum Fregattenleutnant  befördert worden war, ernannte ihn der spanische König Ferdinand VII. 1810 zum Leiter der Arbeiten zur Festlegung der Grenzen zwischen Texas und Louisiana. 1817 heiratete Gonzalo López de Haro Doña Francisca de Paula Sánchez Garayo. Im Mexikanischen Unabhängigkeitskrieg wurde er verhaftet und starb zwei Jahre später in einem Gefängnis in Puebla.

## Ehrungen
Gonzalo López de Haro war 1815 einer der Ersten, die den neu gestifteten Orden des heiligen Hermenegild erhielten. Er ist Namensgeber der Haro-Straße und der Insel Lopez Island.